# Рисовый уксус

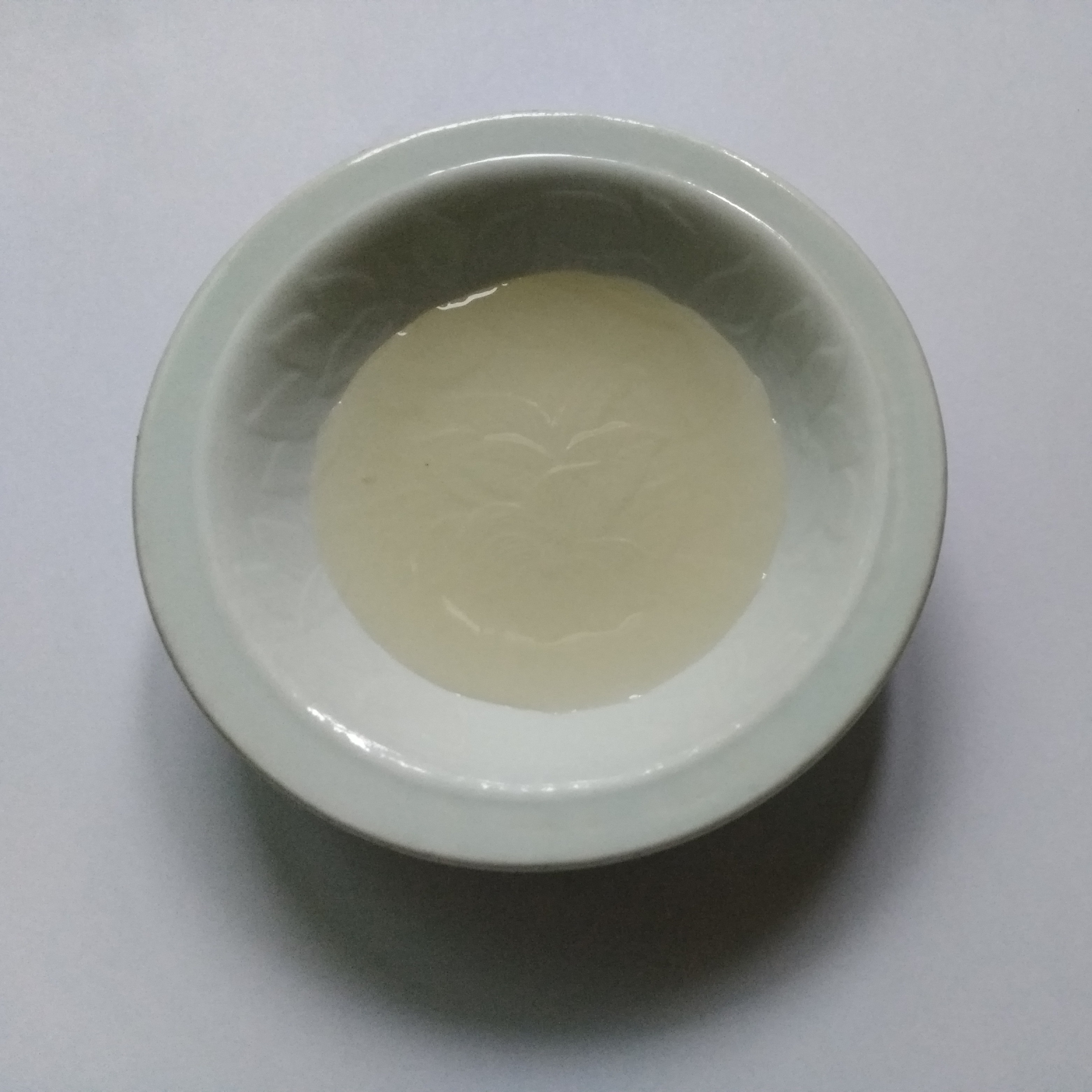
Рисовый уксус

Рисовый уксус — уксус, получаемый сбраживанием риса или из рисового вина. Изготавливается в Китае, Японии, Корее и Вьетнаме.

## Китайский рисовый уксус
Китайский рисовый уксус в отличие от японского несколько кислее. Гамма его цветов колеблется от прозрачного до оттенков красного и коричневого цвета. Китайский и, особенно, японский уксусы очень мягкие и сладкие по сравнению с кислым западным уксусом.
Белый рисовый уксус — бесцветная или бледно-желтая жидкость, имеет высокое содержание уксусной кислоты и более похож на западный уксус, но все-таки менее кислый и мягкий на вкус.
Черный рисовый уксус — тёмного цвета и дымного аромата, очень популярен на юге Китая. Обычно чёрный рисовый уксус изготавливается из чёрного клейкого риса (также называется «сладкий рис»), хотя вместо него также может быть использован обычный рис или сорго.
Красный рисовый уксус — уксус с особым ароматом, которые ему придает красная плесень, по цвету темнее, чем белый рисовый уксус, но бледнее, чем чёрный рисовый уксус, имеет характерный красный цвет из-за красного дрожжевого риса.

## Галерея

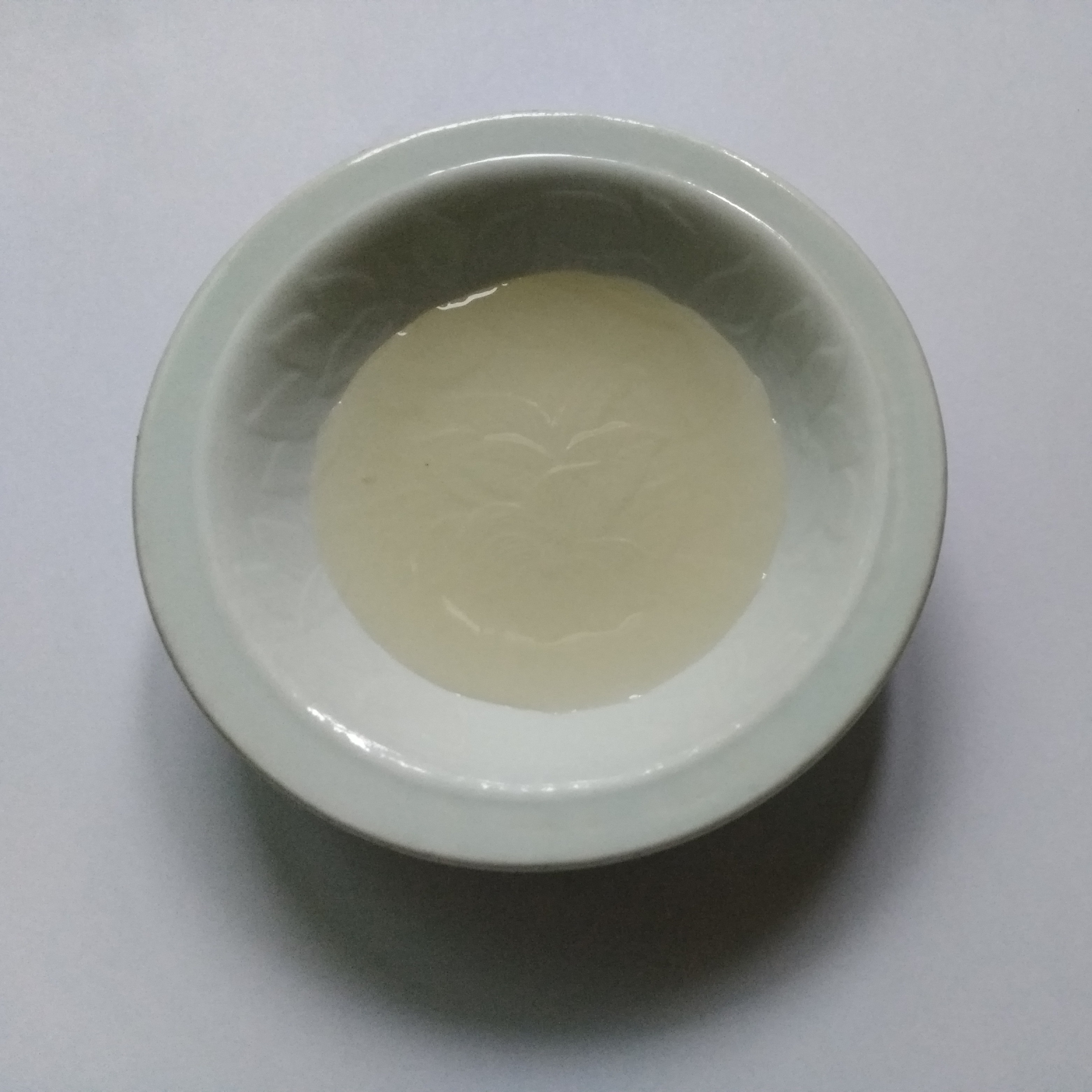
Белый уксус
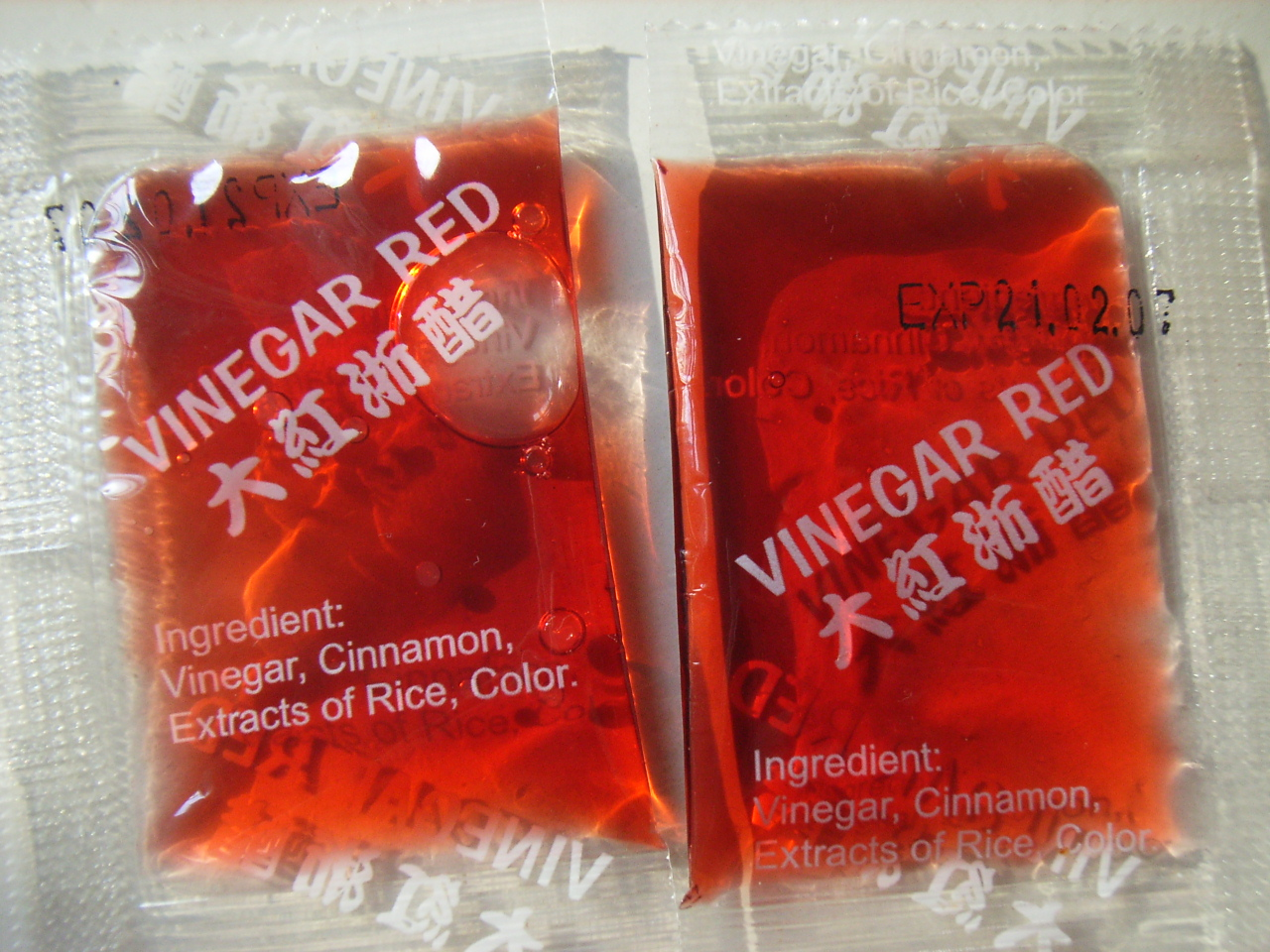
Красный уксус
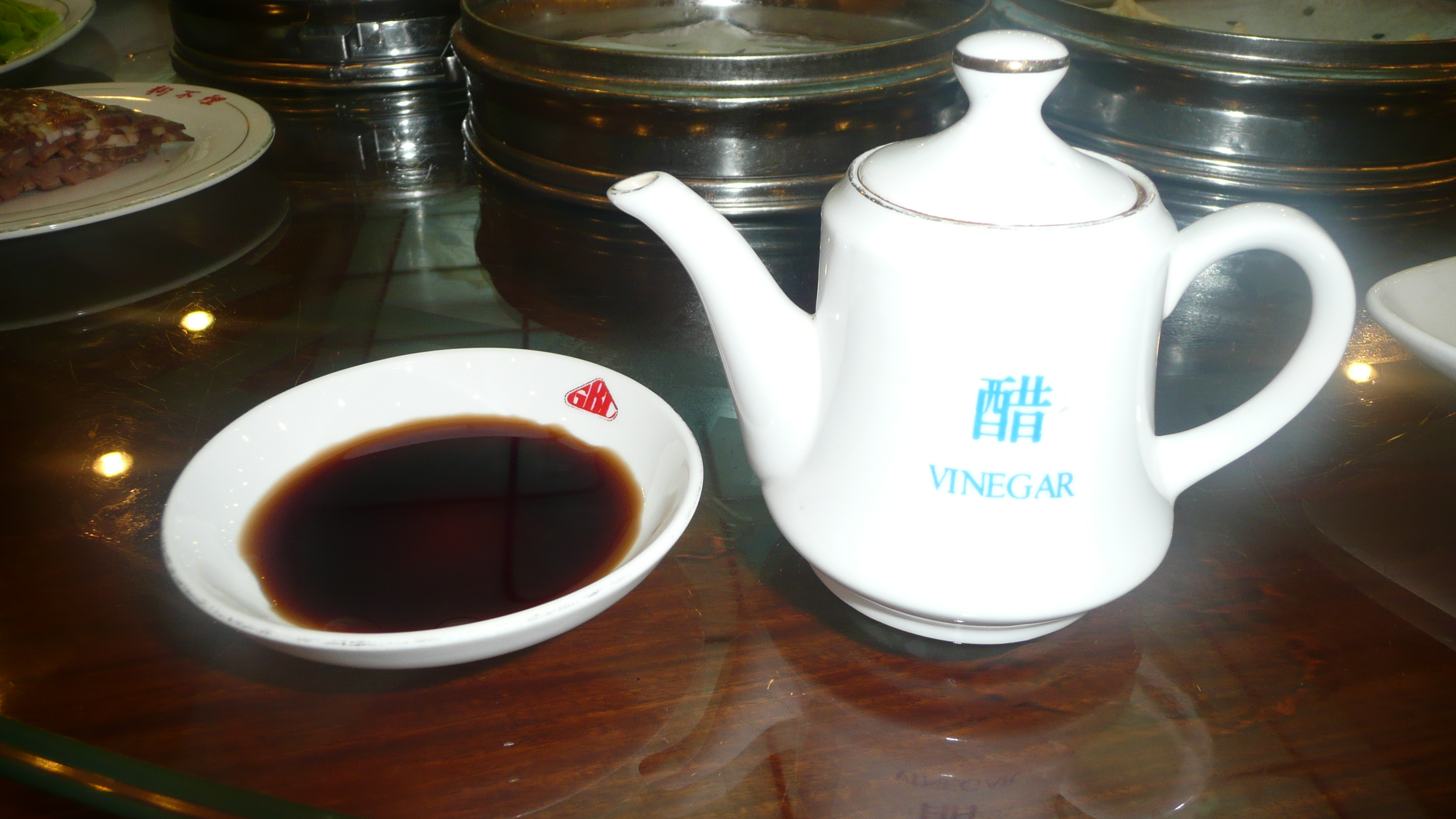
Чёрный китайский рисовый уксус
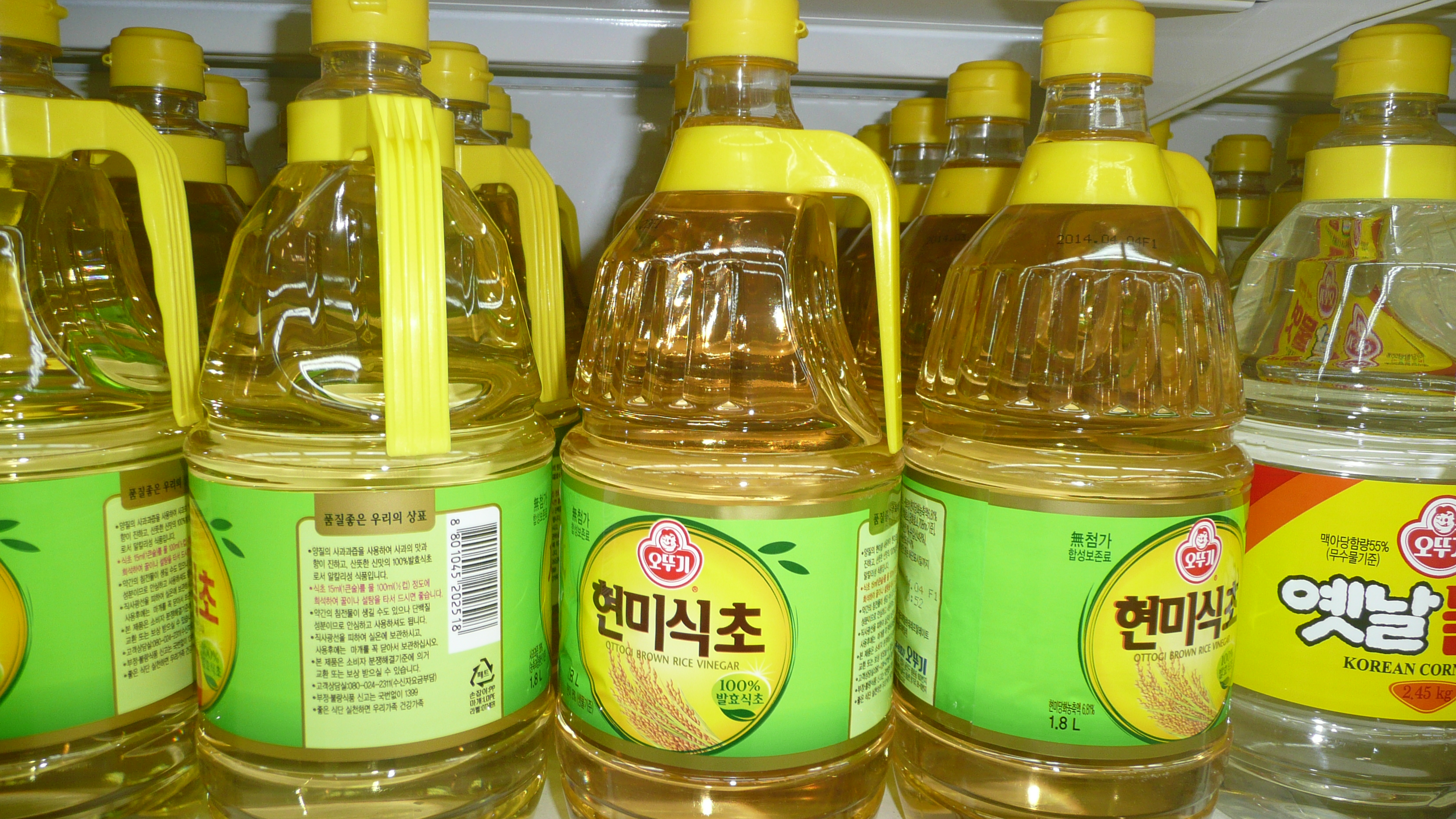
Коричневый уксус